# Plebiscito constitucional de Uruguay de 1996
El 8 de diciembre de 1996 se realizó un plebiscito constitucional en Uruguay. Las propuestas incluían limitar a cada partido político un solo candidato a presidente, dichas propuestas fueron aprobadas por poco margen.

## Propuestas
Las propuestas fueron aprobadas por ambas cámaras de la Asamblea General el 15 de octubre de 1996. Estas incluían:
- Separar las elecciones nacionales (presidencial y legislativa) de las locales (municipales y departamentales).
- Limitar a cada partido político a un candidato presidencial (aboliendo los sublemas).
- Introducir una segunda vuelta electoral para las elecciones presidenciales.
- Establecer elecciones internas (primarias) para definir los candidatos de los partidos políticos.
- Descentralizar el gobierno local.

## Resultados
| Opción                             | Votos     | %     |
| ---------------------------------- | --------- | ----- |
| A favor                            | 1,015,828 | 52.20 |
| En contra                          | 930,288   | 47.80 |
| Nulos/Votos en blanco              | 67,335    | -     |
| Total                              | 2,019,843 | 100   |
| Votantes registrados/participación | 2,343,920 | 86.17 |
| Fuente: Democracia Directa         |           |       |